# Pura Maortua
Pura Maortúa Lombera, née à Limpias, en Cantabrie, le 10 avril 1883 et morte le 3 décembre 1972 à Madrid, est une metteure en scène de théâtre espagnole.

## Biographie
Née en Cantabrie, où elle passe sa jeunesse, elle à l'habitude de passer les vacances à Madrid où vit son oncle, José Gómez Ocaña, professeur à l'Université centrale de Madrid.
Elle l'accompagne dans le monde culturel madrilène et dans ses voyages en Espagne, en France et en Italie.
Elle se marie avec Enrique Ucelay et le couple s'installe définitivement à Madrid. De ce mariage naissent quatre filles, dont Matilde Ucelay, future architecte, et Margarita Ucelay, spécialiste de l'œuvre de Federico García Lorca.
Elle est l'une des membres fondatrices du Lyceum Club Femenino de Madrid, inauguré en novembre 1926 dans la Casa de las Siete Chimeneas (es).
En 1931, avec María Lejárraga et María Rodrigo, elle fonde la Asociación Femenina de Educación Cívica (es), organisation féministe populairement appelée La Cívica (La Civique). De grandes personnalités, telles Clara Campoamor, María de Maeztu et Fernando de los Rios, y donnent des cours.
Elle décède le 3 décembre 1972, à l'âge de 89 ans.